# Ricerca quantitativa
In campo sociologico la ricerca quantitativa è considerata quella metodologia di ricerca basata essenzialmente su dati statistici attraverso cui è possibile trarre dati oggettivi.

## Caratteristiche
Gli strumenti usati nella ricerca quantitativa sono standardizzati e quindi rigidi. 
La raccolta dati nella ricerca quantitativa è caratterizzata da un basso grado di interazione con l'intervistato con conseguente minor rischio di contaminazione dei dati da parte del ricercatore. Una caratteristica essenziale dell'analisi quantitativa è il formalismo delle procedure: la raccolta, il trattamento dei dati, l'impiego della matrice di dati e l'uso della statistica seguono dei protocolli definiti e facilmente replicabili. Questa elevata formalizzazione consente al ricercatore di rilevare e immagazzinare una gran quantità di informazioni con strumenti altamente standardizzati.